# Swiss Open 1976
Die Swiss Open 1976 im Badminton fanden am 20. und 21. März 1976 im Kongress- und Messezentrum Beaulieu in Lausanne statt. Es war die 15. Austragung der internationalen Titelkämpfe im Badminton in der Schweiz.

## Finalresultate
| Disziplin    | Sieger                            | Finalist                                 | Ergebnis     |
| ------------ | --------------------------------- | ---------------------------------------- | ------------ |
| Herreneinzel | Steen Fladberg                    | Hans Olaf Birkholm                       | 15:6, 15:4   |
| Dameneinzel  | Yu Yuk Geor                       | Lim Shour                                | 11:5, 11:0   |
| Herrendoppel | Claus Andersen Hans Olaf Birkholm | Victor Jaramillo Ricardo Jaramillo       | 15:12, 15:8  |
| Damendoppel  | Yu Yuk Geor Lim Shour             | Hanke de Kort Tonny Pannemans            | 15:1, 15:9   |
| Mixed        | Hans Olaf Birkholm Birthe Ratsach | Hans Hjulmand Susanne Pilegaard Andersen | 15:11, 15:11 |